# Joseph Marie Rose Armand
Pour les articles homonymes, voir Armand.
Joseph Marie Rose Armand, né le 30 août 1757 à Chindrieux et mort le 28 août 1821 à Rumilly, est un magistrat et député français.

## Biographie
Joseph Marie Rose Armand naît le 30 août 1757 à Chindrieux, dans le duché de Savoie,. Il est le fils de Claude Marie Armand, notaire originaire de Rumilly, et Peronne Dubosson, fille du châtelain de Rumilly.
Il effectue des études de droit et entre dans la magistrature. Il est substitut de l'avocat fiscal général de Savoie, en 1793. Il devient président du tribunal civil d'Aoste, pour la période de 1808 à 1814, avant d'être transféré à Rumilly en 1815.
Il est député à la Chambre des représentants, pour le département du Mont-Blanc, lors des Cent-Jours, du 11 mai au 13 juillet 1815. Il remporte notamment l'élection contre Joseph-Jérôme Milliet, l'ancien sous-préfet de Thonon,.
Joseph Marie Rose Armand meurt à Rumilly le 28 août 1821,.